# Горнальський Свято-Миколаївський Білогірський монастир
Горнальський Свято-Миколаївський Білогірський монастир — церковна споруда, що знаходиться у селищі Горналь Суджанського району Курської області та підпорядкована РПЦ.

## Історія
Заснували Свято-Миколаївський Білогірський монастир у XVII столітті монахи Дивногорського монастиря, які рятувалися від набігів татар.
На 1770 рік Горнальському монастирю належало 89 селищних дворів та два млини.
Економічна самостійність зберігала монастир від неодноразового закриття владою до 1785 року. Після цього залишався працювати на території монастиря лише Преображенський храм. В той же час як іншу церкву святителя Миколая та інші будівлі розібрали на цеглу.
За легендою, після закриття обителі у Преображенському храмі стали запалюватися свічки перед іконами. Подібні речі повторювалися до тих пір, коли у 1792 році не була придбана ікона Божої матері «Пряжевська». Після молитв перед цією іконою одужав суджанський купець Косьма Купрєєв, який у знак подяки вирішив відновити монастир у Горналі. І 24 серпня 1783 року його було відновлено як пустинь.
На 1905 рік у монастирі жили 85 монахів та декілька десятків послушників.
У 1922 році монастир був закритий, але монахи продовжували там жити, ховаючись у крейдяних печерах та зберігаючи чудотворну Пряжевську ікону. У 1937 році монастир остаточно закрили, а монахи були вигнані звідти на заслання. На місці обителі радянська влада розмістила колонію для малолітніх злочинців, а пізніше — школу-інтернат для дітей-сиріт.
Перше богослужіння у відновленій обителі було здійснено у День Святого Миколая 19 грудня 2001 року.
Напередодні заходу Збройних Сил України в Курську область у серпні 2024 року, Пряжевську ікону вивезли з Свято-Миколаївського Білогірського монастиря у селищі Горналь до Курська.

## Відображення у літературі
У Горнальському Свято-Миколаєвському Білогірському монастирі бував російський письменник Федір Достоєвський, який влітку 1877 року проживав декілька тижнів на хуторі Малий Прикол Суджанського уїзду. За даними деяких краєзнавців, саме Горнальський монастир митець зобразив у своєму творі «Брати Карамазови».